# Yama'a Islámica de Al-Andalus
La Yama'a Islámica de Al-Andalus (o Liga Morisca) es una organización cultural de musulmanes andaluces con sede en Almería y creada en 1980 como una escisión del Frente de Liberación de Andalucía, que tiene como objetivo la recuperación y difusión del Islam como referente de la cultura tradicional andaluza. Se considera la sección cultural del partido político Liberación Andaluza, que se presentó a las elecciones autonómicas de 1986.
El objetivo de la Yama'a es devolver al pueblo andaluz el Din perdido tras la conquista cristiana, mediante el conocimiento de la historia de Andalucía y su relación con este Din islámico. La organización experimentó un rápido crecimiento basado en la conversión de andaluces al islam y cuenta con centros en Málaga, Jerez, Almería, Algeciras, Córdoba, Sevilla y Murcia.
Tiene una página web desde la que se editan noticias sobre el mundo islámico, la historia del Islam y de Al-Ándalus, y donde se reivindica la memoria de algunos andalucistas ilustres como Blas Infante, de quien afirman que se convirtió al islam. También han creado la Universidad Islámica Averroes en la mezquita de los Andaluces de Córdoba.